# Крусеро де Веветан, Ескуела Секундарија Х. Гарсија Х. (Азоју)
Крусеро де Веветан, Ескуела Секундарија Х. Гарсија Х. (шп. Crucero de Huehuetán, Escuela Secundaria J. García J.) насеље је у Мексику у савезној држави Гереро у општини Азоју. Насеље се налази на надморској висини од 188 м.

## Становништво
Према подацима из 2010. године у насељу је живело 7 становника.

### Хронологија
| Година       | 2000 | 2010 |
| ------------ | ---- | ---- |
| Становништво | 2    | 7    |

### Попис
| # | Индикатор                     | Вредност |
| - | ----------------------------- | -------- |
| 1 | Укупно домаћинстава           | 2        |
| 2 | Укупно насељених домаћинстава | 2        |
| 3 | Величина локације             | 1        |